# Myrkjanoyrarfjall
Myrkjanoyrarfjall är ett berg på ön Borðoy i Färöarna, beläget 29 km från Torshamn. Berget är det 51:a högsta berget på Färöarna med en högsta topp på 689 meter över havet.